# Dusičnan dysprositý
Dusičnan dysprositý je anorganická sloučenina s chemickým vzorcem Dy(NO3)3. 

## Výroba
Bezvodá sůl se vzniká reakcí oxidu dusičitého s oxidem dysprositým při teplotě 150 °C:
2 Dy2O3 + 9 N2O4 → 4 Dy(NO3)3 + 6 NO
Nebo reakcí oxidu dusičitého s kovovým dysprosiem při teplotě 200 °C:
Dy + 3 N2O4 → Dy(NO3)3 + 3 NO
Lze jej také připravit reakcí dysprosia s kyselinou dusičnou:
Dy + 6 HNO3 → Dy(NO3)3 + 3 NO2 + 3 H2O
Hexahydrát dusičnanu dysprositého lze také připravit reakcí oxidu dysprositého s kyselinou dusičnou. Zahříváním hexahydrátu v kyselině dusičné vzniká pentahydrát.

## Vlastnosti

### Fyzikální vlastnosti
Dusičnan dysprositý tvoří hygroskopické nažloutlé krystaly. Tvoří krystalické hydráty, jako třeba pentahydrát Dy(NO3)3·5H2O, který taje ve své vlastní krystalové vodě při teplotě 88,6 °C.
Jak bezvodý dusičnan dysprositý, tak i všechny jeho hydráty jsou rozpustné ve vodě a ethanolu.
Hexahydrát a pentahydrát krystalizují v triklinické soustavě s prostorovou grupou P1 (číslo 2).

### Chemické vlastnosti
Hexahydrát dusičnanu dysprositého se termicky rozkládá na anhydrát a ten se následně rozkládá při teplotě přibližně 260–280 °C za vzniku dusičnanu-oxidu dysprositého, a dalším zahříváním až na 420–440 °C vzniká oxid dysprositý:
Dy(NO3)3·6H2O → Dy(NO3)3 → DyONO3 → Dy2O3

## Využití
Dusičnan dysprositý se využívá jako katalyzátor.